# Desensitized (canción)
«Desensitized» es un lado b de la banda estadounidense de rock Green Day publicada en el año 1997 junto al sencillo Good Riddance (Time of Your Life).

## Significado
La canción habla de manera sarcástica como los medios de comunicación consumen a la gente y quitan sus sentimientos, en como la gente se vuelve una pila de información a través de la televisión e Internet, absorben todo y pierden los verdaderos sentimientos de la vida, volviéndose desensibilizados.

## Apariciones
La canción se lanzó originalmente como lado b del sencillo Good Riddance (Time of Your Life); posteriormente, como bonus track en las ediciones de Nimrod de Australia y Japón, así como en el recopilatorio Shenanigans, esto último en el año 2002.
En el año 2009 se reeditaron los sencillos de toda la carrera de Green Day en formato vinilo de 7 pulgadas en una caja recopilatoria en donde se incluyeron algunos sencillos nuevos que no se habían lanzado previamente; uno de estos es precisamente de esta canción, en donde se recopilan otras 3 canciones de Shenanigans y luciendo como portada la misma del CD promocional de Prosthetic Head. Su lanzamiento se limitó a las 3800 copias del box set. Además el intro de guitarra de la canción se usa en el programa "El gallo" de la estación de rock radio colombiana "Radioacktiva"

## Listado de canciones
| Vinilo de 7 pulgadas |                |          |  |
| N.º                  | Título         | Duración |  |
| 1.                   | «Desensitized» | 2:48     |  |
| 2.                   | «Do Da Da»     | 1:30     |  |
| 3.                   | «Scumbag»      | 1:46     |  |
| 4.                   | «Suffocate»    | 2:54     |  |